# بنجامين دبليو. بيرس
بنجامين دبليو. بيرس (بالإنجليزية: Benjamin W. Pearce)‏ هو محامي وسياسي أمريكي، ولد في 15 ديسمبر 1816 في الولايات المتحدة، وتوفي في 8 أكتوبر 1870 في نفس البلد. انتخب عضو مجلس ولاية لويزيانا.